# تشابه لفظي
التشابه اللفظي [quasi-homonymy؛ pseudo-homonymy] هو الرابطة التي تجمع الألفاظ المتشابهة وهي الكلمات المختلفة معنى المتشابهة لفظا (خطا أو تلفظا أو فيهما معا).
تعرف المتشابهات اللفظية في علم البديع باسم الأسماء المتجانسة [paronyms] (من الجناس [paronomasia]).
الأسماء المتجانسة من قبيل بَشَر وبِشر، والأسماء المشتقة مثل ناصر ونصير ومنصور، تسمى الأسماء المتشاكِلة.